# Landesregierung Voves II
Die Landesregierung Voves II bildete die Steiermärkische Landesregierung zwischen der Landtagswahl in der Steiermark 2010 bis Juni 2015. Nachdem die SPÖ den ersten Platz mit rund einem Prozentpunkt Vorsprung auf die ÖVP verteidigen konnte, wurde Franz Voves am 21. Oktober 2010 mit den Stimmen von SPÖ und ÖVP in seinem Amt als Landeshauptmann der Steiermark bestätigt. Die Proporzregierung besteht aus neun Mitgliedern, von denen vier der SPÖ, vier der ÖVP und einer der FPÖ angehören. Ein Arbeitsübereinkommen besteht jedoch nur zwischen der SPÖ und der ÖVP.
Die Regierung ging als "Reformpartnerschaft" mit weitgreifenden Verwaltungsreformen (Steiermärkische Gemeindestrukturreform, Verkleinerung des Landtages und der Landesregierung etc.) in die Landesgeschichte ein.
Nach der Landtagswahl in der Steiermark 2015, bei der die Reformpartner SPÖ und ÖVP deutliche Verluste hinnehmen mussten und jeweils unter 30 % der Stimmen erreichten, trat Voves am 10. Juni 2015 gemäß seiner Ankündigung zurück und ebnete den Weg für die Koalitionsregierung unter Hermann Schützenhöfer (ÖVP).

## Regierungsmitglieder
| Amt                                                     | Name                                             | Partei | Ressorts                                                                                    |
| ------------------------------------------------------- | ------------------------------------------------ | ------ | ------------------------------------------------------------------------------------------- |
| Landeshauptmann                                         | Franz Voves                                      | SPÖ    | SPÖ-Gemeinden, Landes- und Gemeindeentwicklung, Beteiligungen, Katastrophenschutz und Sport |
| 1. Landeshauptmann-Stellvertreter                       | Hermann Schützenhöfer                            | ÖVP    | Tourismus, ÖVP-Gemeinden, Volkskultur, Personal, Landes- und Gemeindeentwicklung            |
| 2. Landeshauptmann-Stellvertreter                       | Siegfried Schrittwieser                          | SPÖ    | Soziales, Arbeit, Erneuerbare Energie                                                       |
| Landesrat                                               | Christopher Drexler (ab dem 10. März 2014)       | ÖVP    | Gesundheit, Pflege, Wissenschaft, Forschung, Fachhochschulen                                |
| Landesrat                                               | Johann Seitinger                                 | ÖVP    | Landwirtschaft, Wohnbau, Wasser- und Abfallwirtschaft                                       |
| Landesrätin                                             | Bettina Vollath                                  | SPÖ    | Finanzen, Integration, Frauen (ab 21. Januar 2013)                                          |
| Landesrat                                               | Gerhard Kurzmann                                 | FPÖ    | Verkehr, Technik, Umwelt                                                                    |
| Landesrat                                               | Michael Schickhofer (ab dem 21. Jänner 2013)     | SPÖ    | Bildung, Jugend, Familie                                                                    |
| Landesrat                                               | Christian Buchmann                               | ÖVP    | Wirtschaft, Innovation, Kultur, Europa                                                      |
| Vorzeitig ausgeschiedene Mitglieder der Landesregierung |                                                  |        |                                                                                             |
| Landesrätin                                             | Elisabeth Grossmann (bis zum 21. Jänner 2013)    | SPÖ    | Bildung, Jugend, Frauen, Familie                                                            |
| Landesrätin                                             | Kristina Edlinger-Ploder (bis zum 10. März 2014) | ÖVP    | Gesundheit, Pflege, Wissenschaft, Forschung, Fachhochschulen                                |